# Grey Wiese
Сергій Григор'єв-Апполонов (рос. Сергей Григорьев-Апполонов; нар. 5 лютого 1987, Саратов, РРФСР, СРСР), також відомий під псевдонімом Grey Wiese — німецький співак, племінник Андрія Григор'єва-Апполонова. Соліст колективу #APPolonovGang. На даний момент проживає в місті Баден-Баден.

## Біографія
Змалку займався вокалом. Виконував пісні англійською та німецькою мовами на Youtube під псевдонімом Грей Вайс (Grey Wiese). Приховує приналежність до сім'ї Григор'євих-Аполонових.
У 2017 році під ім'ям Grey Wiese почав публікувати власні пісні. У 2017—2018 роках випустив 5 синглів та альбом під назвою «#Beyourself» англійською мовою.
У червні 2018 року Сергій випустив перший сингл російською мовою «Я и ТЫ». Трек був записаний спільно з Андрієм Григор'євим-Апполоновим мол. (чоловік своєї загиблої тітки Юлії Григор'євої-Апполонової). Кліп на цей трек набрав більше мільйона переглядів на Youtube, а пісня протягом кількох тижнів трималася в чарті російського Itunes, піднявшись до 4-го місця.
У вересні 2018 року разом із Андрієм Григор'євим-Апполоновим мол. організував музичний колектив #AppolonovGang і випустив кліп «Лайки Бренды», у якому також знявся і Андрій Григор'єв-Апполонов.
8 вересня 2019 року відбувся скандальний концерт в одному з нічних клубів міста Сочі у рамках Гран-прі Росії Формули-1. Як повідомляють численні джерела, Сергій і Андрій поводилися так, ніби їх пов'язують не тільки робочі стосунки. За словами очевидців, молодики відверто трималися за руки, присвячували один одному пісні і навіть привселюдно зізналися, що цього літа давали концерт на гей-параді в Берліні, де представляли Росію.
18 листопада 2019 Сергій відкрито виступив із критикою посилення закону про заборону продажу алкоголю у нічний час у прямому ефірі на телеканалі ДУМА ТВ.
У листопаді 2019 Андрій Григор'єв-Апполонов спростував чутки про те, що він продюсер AppolonovGang та про гомосексуальність учасників колективу.
Однак Сергій у численних інтерв'ю відкрито підтримує ЛГБТ-спільноту та не підтверджує факту гетеросексуальності. В англомовній пресі неодноразово згадується, що Сергій належить до ЛГБТ.

## Дискографія[36]
- 2017
  - Who are you
  - Sick with a dream
  - I set you free
  - We are in love
  - With heart on hold
- 2018
  - #beyourself — альбом
  - Я и Ты feat. Андрій Григор'єв-Апполонов
  - Begging hurts feat. Андрій Григор'єв-Апполонов
  - Лайки Бренды feat. Андрій Григор'єв-Апполонов (в складі #AppolonovGang)
  - После и До feat. Андрій Григор'єв-Апполонов
  - Дежавю (в складі #AppolonovGang) — автори Sia, Джорджо Мородер[12][13][37]
  - Боль (в складі #AppolonovGang)
- 2019
  - Щастливые (в складі #AppolonovGang)[3][38]
  - Черная мамба (в складі Нонейм)
- 2020
  - Сорри Сорри[39] (в складі #AppolonovGang)
  - Свидание (в складі #AppolonovGang)
  - Карантин (в складі #AppolonovGang)
  - Смотри — альбом (10 треків)